# 志田晃一
志田 晃一（しだ こういち、1977年4月20日 - ）は、宮城県仙台市生誕、山形県米沢市出身の医学物理学者、放射線技術科学者。
高精度放射線治療（強度変調放射線治療、定位放射線治療、画像誘導放射線治療等）、放射線治療品質管理、放射線安全管理（医療放射線被ばく、原子力安全利用）を専門とする科学者である（科研費研究者番号: 50734050）。
診療放射線技師（厚生労働省国家資格）、治療専門医学物理士（山形県出身者としては初）、医学物理士、第1種放射線取扱主任者（旧東京厚生年金病院、筑波大学附属病院にて選任主任者を歴任（旧科学技術庁国家資格。文部科学省・原子力規制委員会届出））、放射線治療品質管理士等の国家資格・認定資格を多々有する。（その他資格を多数所持しているが、正確な数は本人も把握しきれていないらしい）
元つくば国際大学医療保健学部 診療放射線学科 専任講師。
現在は医療現場における、医学物理士・診療放射線技師。いわゆる、リアルなラジエーションハウスの1人として医療に従事している。
2024年1月現在、国内の医療機関で臨床現場に従事する、数少ない放射線治療専従医学物理士の1人。

座右の銘は、
・人間万事塞翁が馬
・ If nothing is done, nothing happens.（何もしなければ、何も起こらない）

## 学歴
1996年 山形県立米沢興譲館高等学校卒業
2000年 茨城県立医療大学保健医療学部 放射線技術科学科卒業（首席扱*）
*当時、首席・総代といった明確な区別はなかったが、卒業証書授与式において全卒業生代表として答辞を読んでいる。
2012年 筑波大学大学院人間総合科学研究科修士課程医学物理学プログラム修了（医科学）
2017年 茨城県立医療大学大学院 保健医療科学専攻科博士後期課程中途退学

## 経歴
2000年 東京厚生年金病院（現JCHO東京新宿メディカルセンター）放射線室 診療放射線技師
2006年  同院　選任放射線取扱主任者（文部科学省届出）
2007年  同院　放射線安全管理室主任
2008年  筑波大学附属病院　放射線部　医学物理士・診療放射線技師
2009年  同院　選任放射線取扱主任者（文部科学省届出）
2010年  筑波大学附属病院にて強度変調放射線治療（IMRT）の立ち上げに物理・技術部門の責任者として参画
2011年　筑波大学附属病院が強度変調放射線治療の診療報酬算定（保険適用）認可（茨城県内の医療機関として初）
2014年  つくば国際大学 医療保健学部 診療放射線学科 専任講師（放射線治療技術学、放射線治療物理学、放射線腫瘍学、がん医療科学、マンモグラフィ撮影技術・機器精度管理）
2018年  東邦大学医療センター大橋病院 放射線科 医学物理士
2018年  同院　選任放射線取扱主任者（原子力規制委員会届出）
2018年  東邦大学医学部 非常勤研究員
2019年  東邦大学医療センター大橋病院　放射線科 主任医学物理士
　ちなみに、職務階級（主任、係長、副技師長、技師長、科長、部長など）のない一技術職員が法律でいうところの「事業所」の放射線取扱主任者として選任、日本国関係省庁に届出されたのは、当時、東京厚生年金病院、筑波大学附属病院ともに初（最年少）であり、放射線発生装置および放射性同位元素等を有する病床数500を超える規模の医療機関としては非常に稀であった。
　また、事業所（病院）における放射線発生装置および放射性同位元素等の新規設置・更新・変更・廃止等、法的対応のために、20代の頃から幾度となく1人で東京都霞ヶ関の文部科学省および水戸市の水戸原子力事務所（当時）にヒアリング（協議）に出向いていた経歴を有する。当然ながら関係省庁への申請書類に関しても熟知しており、例えば高エネルギー放射線（X線、電子戦）使用時の使用施設の遮蔽計算も一通り熟す。自分が扱った書類に関しては全て目を通すと共に、全ての遮蔽計算の検算と申請に関わる法的解釈理解を可能とする。
　これらの経験から、監査で病院を訪れた担当官からの指摘を完全論破した過去を持つ。この時のことについて、本人は「担当官がとても横柄で上から目線だったのに法的解釈を全く理解していなかったので、大変不本意ながら法的な正しい根拠を伝えただけ」と後日語っている。

## 賞罰
2021年　東京都診療放射線技師会　労働精励賞
2016年　日本アイソトープ協会 放射線安全管理奨励賞受賞
2016年　第12回茨城放射線腫瘍研究会　優秀演題賞（物理・治療技術部門）
2015年　第 71 回日本放射線技術学会総会学術大会  英語口述発表推薦および座長推薦研究
2013年　日本放射線技術学会第69回総会学術大会CyPos賞(銅賞)受賞